# 島根県道・山口県道16号六日市錦線
島根県道・山口県道16号六日市錦線（しまねけんどう・やまぐちけんどう16ごう むいかいちにしきせん）は、島根県鹿足郡吉賀町六日市と山口県岩国市錦町宇佐郷を結ぶ県道（主要地方道）である。

## 概要
鳥取県で県道番号再編が実施された1982年（昭和57年）9月10日以降では中国地方で唯一の県ごとに違う番号が付与された路線だった。

### 路線データ
- 起点：島根県鹿足郡吉賀町六日市（国道187号交点）
- 終点：山口県岩国市錦町宇佐郷（国道434号交点）

## 歴史
- 1982年4月1日 建設省（当時）告示第935号により主要地方道に認定される。
- 前身は広島県道・山口県道・島根県道119号佐伯六日市線。同路線からは山口県道59号岩国錦線も誕生し、主要地方道に移行しなかった部分は広島県道・山口県道119号佐伯錦線に移行した。
- 1983年2月8日山口県告示第120号および1983年9月27日島根県告示第998号により島根県道16号・山口県道74号六日市錦線として認定される。
- 1993年（平成5年）5月11日 - 建設省から、県道六日市錦線が六日市錦線として主要地方道に再指定される[1]。
- 1994年 県道番号の統一が図られ、現行の路線名称・番号になる。
- 2005年10月1日 鹿足郡六日市町および柿木村が対等合併して鹿足郡吉賀町が成立したことに伴い起点の地名表記が変更される（鹿足郡六日市町六日市→鹿足郡吉賀町六日市）。
- 2006年3月20日 岩国市と玖珂郡の町村（和木町を除く）が対等合併して改めて岩国市が設置されたことに伴い終点の地名表記が変更される（玖珂郡錦町宇佐郷→岩国市錦町宇佐郷）。

## 主な橋梁
- 深谷大橋（島根・山口県境、深谷川、延長：99.5m）

## 地理

### 通過する自治体
- 島根県
  - 鹿足郡吉賀町
- 山口県
  - 岩国市

### 交差する道路
| 交差する道路                      | 都道府県名 | 市町村名 | 市町村名 | 交差する場所 | 交差する場所 |
| --------------------------------- | ---------- | -------- | -------- | ------------ | ------------ |
| 国道187号                         | 島根県     | 鹿足郡   | 吉賀町   | 六日市       | 起点         |
| 山口県道・島根県道120号須川吉賀線 | 島根県     | 鹿足郡   | 吉賀町   | 田野原       |              |
| 国道434号                         | 山口県     | 岩国市   | 岩国市   | 錦町宇佐郷   | 終点         |

### 沿線の名所・旧跡・観光地
- 岩日北線未成線跡地
- 深谷大橋
- 深谷渓